# 2019–2020-as SEHA-liga
A 2019–2020-as SEHA-liga kézilabda-bajnokság a SEHA-liga kilencedik kiírása. A bajnokságban kilenc ország tizenkét csapata vett részt, a címvédő az előző három kiírás győztese a macedón RK Vardar Szkopje.
Ebben a szezonban először Európán kívüli csapat is csatlakozott a mezőnyhöz, a kínai Pekingi Sportegyetem, amely hazai mérkőzéseit Zágrábban játszotta.
A bajnoki címről döntő Final Fourt Horvátországban, Zára városában tartották 2020. szeptember 4-6 között. A döntőben a címvédő Vardar 35–27-es vereséget szenvedett a Telekom Veszprém KC-től, amely ezzel megszerezte harmadik SEHA-bajnoki címét.

## Lebonyolítás
A tizenkét csapatot két hatos csoportba sorolták az alapszakaszban, amelyek a csoporton belül oda-visszavágós körmérkőzést játszottak. A tabella számításánál a győzelemért három pont jár, a döntetlenért egy. Az alapszakasz végén a csoportok első két-két helyezettje egyből a negyeddöntőbe jutott, a 3-6. helyezettek pedig a nyolcaddöntőbe. A negyeddöntők győztesei jutottak be a Final Fourba.

### Csapatok
Ebben a szezonban újra lett magyar résztvevője a sorozatnak, a Telekom Veszprém KC két év kihagyás után tért vissza. Előzetesen a Grundfos Tatabánya KC is jelezte indulási szándékát, azonban a versenykiírás véglegessé válása után visszaléptek. A magyar csapat helyére első orosz csapatként a Szpartak Moszkva került.
| Ország           | Csapat               | Város       | Csarnok (befogadóképesség)                   |
| ---------------- | -------------------- | ----------- | -------------------------------------------- |
| Kína             | Pekingi Sportegyetem | Peking      |                                              |
| Fehéroroszország | Meskov Breszt        | Breszt      | Universal Sports Complex Victoria (3 740)    |
| Horvátország     | PPD Zagreb           | Zágráb      | Arena Zagreb (16 800)                        |
| Horvátország     | Nexe                 | Našice      | Sportska dvorana (2 500)                     |
| Magyarország     | Telekom Veszprém KC  | Veszprém    | Veszprém Aréna (5 096)                       |
| Észak-Macedónia  | Vardar               | Szkopje     | Jane Sandanski Arena (7 500)                 |
| Észak-Macedónia  | RK Eurofarm Rabotnik | Bitola      | Szportszka szala Boro Csurlevszki (3 700)    |
| Oroszország      | Szpartak Moszkva     | Moszkva     | Krilatszkom Sportcsarnok (5 000)             |
| Szerbia          | RK Metaloplastika    | Szabács     | Zorka Hall (3 000)                           |
| Szerbia          | RK Vojvodina         | Újvidék     | SPC Vojvodina (11 000), SC Slana Bara (2000) |
| Szlovákia        | Tatran Prešov        | Eperjes     | City Hall Prešov (4 870)                     |
| Ukrajna          | Motor Zaporizzsja    | Zaporizzsja | Yunost Sport Hall (3 600)                    |

## Alapszakasz

### A csoport
| #  | Csapat               | M  | GY | D | V  | G+ – G– | GK   | P                            | Megjegyzések |
| -- | -------------------- | -- | -- | - | -- | ------- | ---- | ---------------------------- | ------------ |
| 1. | Vardar               | 10 | 8  | 0 | 2  | 319–291 | +28  | 24 \|rowspan=2\|Negyeddöntő  |              |
| 2. | Motor Zaporizzsja    | 10 | 8  | 0 | 2  | 314–274 | +40  | 24                           |              |
| 3. | Tatran Prešov        | 10 | 5  | 0 | 5  | 262–242 | +20  | 15 \|rowspan=4\|Nyolcaddöntő |              |
| 4. | RK Vojvodina         | 10 | 5  | 0 | 5  | 269–265 | +4   | 15                           |              |
| 5. | Nexe                 | 10 | 4  | 0 | 6  | 299–268 | +31  | 12                           |              |
| 6. | Pekingi Sportegyetem | 10 | 0  | 0 | 10 | 235–358 | −123 | 0                            |              |

Forrás: http://www.seha-liga.com/tablica 
A rangsorolás alapszabályai: 1. összpontszám, 2. egymás elleni eredmények összpontszáma, 3. egymás elleni eredmények gólkülönbsége, 4. egymás elleni eredmények szerzett góljainak száma, 5. gólkülönbség, 6. szerzett gólok száma.
(B): Bajnokcsapat, (K): Kieső csapat, (F): Feljutó csapat, (I): Kupainduló, (R): A rájátszás győztese, (KGY): Kupagyőztes

### B csoport
| #  | Csapat               | M  | GY | D | V | G+ – G– | GK  | P                            | Megjegyzések |
| -- | -------------------- | -- | -- | - | - | ------- | --- | ---------------------------- | ------------ |
| 1. | Telekom Veszprém     | 10 | 8  | 0 | 2 | 306–265 | +41 | 24 \|rowspan=2\|Negyeddöntő  |              |
| 2. | PPD Zagreb           | 10 | 7  | 0 | 3 | 289–259 | +30 | 21                           |              |
| 3. | Meskov Breszt        | 10 | 6  | 0 | 4 | 307–279 | +28 | 18 \|rowspan=4\|Nyolcaddöntő |              |
| 4. | RK Eurofarm Rabotnik | 10 | 4  | 0 | 6 | 279–275 | +4  | 12                           |              |
| 5. | RK Metaloplastika    | 10 | 4  | 0 | 6 | 272–302 | −30 | 12                           |              |
| 6. | Szpartak Moszkva     | 10 | 1  | 0 | 9 | 254–327 | −73 | 3                            |              |

Forrás: http://www.seha-liga.com/tablica 
A rangsorolás alapszabályai: 1. összpontszám, 2. egymás elleni eredmények összpontszáma, 3. egymás elleni eredmények gólkülönbsége, 4. egymás elleni eredmények szerzett góljainak száma, 5. gólkülönbség, 6. szerzett gólok száma.
(B): Bajnokcsapat, (K): Kieső csapat, (F): Feljutó csapat, (I): Kupainduló, (R): A rájátszás győztese, (KGY): Kupagyőztes

## Egyenes kieséses szakasz

### Nyolcaddöntők
| 1. csapat            | Össz. | 2. csapat            | 1. mérk. | 2. mérk. |
| -------------------- | ----- | -------------------- | -------- | -------- |
| Szpartak Moszkva     | 45–63 | Tatran Prešov        | 23–31    | 22–32    |
| RK Metaloplastika    | 48–51 | RK Vojvodina         | 24–25    | 24–26    |
| Nexe                 | 45–44 | RK Eurofarm Rabotnik | 23–20    | 22–24    |
| Pekingi Sportegyetem | 49–87 | Meskov Breszt        | 26–46    | 23–41    |

### Negyeddöntők
| 1. csapat     | Össz. | 2. csapat         | 1. mérk. | 2. mérk. |
| ------------- | ----- | ----------------- | -------- | -------- |
| Nexe          | 56–56 | Vardar            | 30–31    | 26–25    |
| RK Vojvodina  | 26–41 | Telekom Veszprém  | 26–31    | 0–10     |
| Meskov Breszt | 63–56 | Motor Zaporizzsja | 30–28    | 33–28    |
| Tatran Prešov | 37–53 | PPD Zagreb        | 21–25    | 16–28    |

### Final Four
A SEHA-liga végrehajtó bizottsága eredetileg 2020. április 3-5. között rendezte volna meg a Final Fourt Horvátországban, Zárában. A koronavírus-járvány miatt azonban módosítani kellett az időpontot, így végül 2020. szeptember 4-6. között tudták megtartani a rendezvényt.
|  |                  |                  |                  |                  |    |        |        |       |
|  | Elődöntők        | Elődöntők        | Elődöntők        |                  |    | Döntő  | Döntő  | Döntő |
|  | Elődöntők        | Elődöntők        | Elődöntők        |                  |    | Döntő  | Döntő  | Döntő |
|  | szeptember 4.    |                  |                  |                  |    |        |        |       |
|  |                  |                  |                  |                  |    |        |        |       |
|  | Vardar (bü.)     | Vardar (bü.)     | 30               |                  |    |        |        |       |
|  | Vardar (bü.)     | Vardar (bü.)     | 30               | szeptember 6.    |    |        |        |       |
|  | PPD Zagreb       | PPD Zagreb       | 29               |                  |    |        |        |       |
|  | PPD Zagreb       | PPD Zagreb       | 29               |                  |    | Vardar | Vardar | 27    |
|  | szeptember 4.    |                  |                  |                  |    | Vardar | Vardar | 27    |
|  |                  |                  | Telekom Veszprém | Telekom Veszprém | 35 |        |        |       |
|  | Telekom Veszprém | Telekom Veszprém | Telekom Veszprém | Telekom Veszprém | 35 | 28     |        |       |
|  | Telekom Veszprém | Telekom Veszprém |                  |                  |    |        |        |       |
|  | Meskov Breszt    | Meskov Breszt    | 24               |                  |    |        |        |       |
|  | Meskov Breszt    | Meskov Breszt    | 24               | Bronzmérkőzés    |    |        |        |       |
|  |                  |                  |                  |                  |    |        |        |       |
|  | szeptember 6.    |                  |                  |                  |    |        |        |       |
|  |                  |                  |                  |                  |    |        |        |       |
|  | PPD Zagreb       | PPD Zagreb       | 24               |                  |    |        |        |       |
|  | PPD Zagreb       | PPD Zagreb       | 24               |                  |    |        |        |       |
|  | Meskov Breszt    | Meskov Breszt    | 29               |                  |    |        |        |       |
|  | Meskov Breszt    | Meskov Breszt    | 29               |                  |    |        |        |       |

## Statisztikák

### All-Star csapat
A szezon végén megválasztották a Final Four legjobb játékosait.
- Kapus:  Rodrigo Corrales
- Jobbszélső:  Gašper Marguč
- Jobbátlövő:  Jorge Maqueda
- Irányító:  Lovro Jotić
- Beállós:  Andreas Nilsson
- Balátlövő:  Alekszandr Skurinszkij
- Balszélső:  David Mandić

- Legjobb védőjátékos:  Blaž Blagotinšek